# 2004–2005-ös cseh labdarúgó-bajnokság (első osztály)
A 2004–2005-ös cseh labdarúgó-bajnokság a cseh labdarúgó-bajnokság legmagasabb osztályának 12. alkalommal megrendezett bajnoki éve volt. A pontvadászat 16 csapat részvételével, 2004. július 7-én indult és 2005. május 28-án ért véget.
A bajnoki címet a Sparta Praha csapata nyerte, mely a klub történetének 27. bajnoki címe. A České Budějovice, az Opava és a Drnovice kiesett az élvonalból.

## A bajnokság rendszere
A pontvadászat 16 csapat részvételével zajlott, a csapatok őszi–tavaszi lebonyolításban oda-visszavágós, körmérkőzéses rendszerben mérkőztek meg egymással. Minden csapat minden csapattal két alkalommal játszott, egyszer pályaválasztóként, egyszer pedig idegenben.
A pontvadászat végső sorrendjét a 30 bajnoki forduló mérkőzéseinek eredményei határozták meg a szerzett összpontszám alapján kialakított rangsor szerint. A mérkőzések győztes csapatai 3 pontot, döntetlen esetén mindkét csapat 1-1 pontot kapott. Vereség esetén nem járt pont.

## Változások a 2003–04-es szezont követően
Búcsúzott az élvonaltól
- Viktoria Žižkov 15. helyezettként.
- Viktoria Plzeň 16. helyezettként.

Feljutott az élvonalba
- Mladá Boleslav, a másodosztály (Druhá liga) győzteseként.
- Drnovice a másodosztály 2. helyezettjeként.

## A bajnokság végeredménye
| #   | Csapat           | M  | Gy | D  | V  | RG | KG | P  |
| --- | ---------------- | -- | -- | -- | -- | -- | -- | -- |
| 1.  | Sparta Praha     | 30 | 20 | 4  | 6  | 53 | 28 | 64 |
| 2.  | Slavia Praha     | 30 | 15 | 8  | 7  | 39 | 25 | 53 |
| 3.  | Teplice          | 30 | 14 | 11 | 5  | 36 | 27 | 53 |
| 4.  | Sigma Olomouc    | 30 | 15 | 6  | 9  | 39 | 34 | 51 |
| 5.  | Slovan Liberec1  | 30 | 14 | 10 | 6  | 45 | 26 | 46 |
| 6.  | Jablonec 97      | 30 | 12 | 9  | 9  | 33 | 27 | 45 |
| 7.  | Baník Ostrava    | 30 | 9  | 10 | 11 | 33 | 36 | 37 |
| 8.  | Drnovice         | 30 | 9  | 8  | 13 | 30 | 34 | 35 |
| 9.  | Marila Příbram   | 30 | 9  | 8  | 13 | 30 | 41 | 35 |
| 10. | Tescoma Zlín     | 30 | 7  | 12 | 11 | 29 | 35 | 33 |
| 11. | Zbrojovka Brno   | 30 | 9  | 6  | 15 | 30 | 42 | 33 |
| 12. | Slovácko2        | 30 | 10 | 14 | 6  | 30 | 22 | 32 |
| 13. | Chmel Blšany     | 30 | 7  | 11 | 12 | 25 | 38 | 32 |
| 14. | Mladá Boleslav   | 30 | 6  | 13 | 11 | 26 | 35 | 31 |
| 15. | České Budějovice | 30 | 6  | 7  | 17 | 28 | 39 | 25 |
| 16. | Opava1           | 30 | 5  | 9  | 16 | 25 | 42 | 18 |

1 A Slovan Liberectől és az Opavatól 6 pontot levontak.

2 A Slováckotól  12 pontot levontak.

- A Sparta Praha a 2004-2005-ös szezon bajnoka.
- A Sparta Praha és a Slavia Praha részt vett a 2005–06-os UEFA-bajnokok ligájában.
- A Teplice és a Baník Ostrava részt vett a 2005–06-os UEFA-kupában.
- A Drnovice nem kapta meg az induláshoz szükséges licence, ezért a következő szezonban a másodosztályban indult.
- A České Budějovice és az Opava kiesett a másodosztályba (Druhá liga).